# Remigio Aguilar Sosa
Remigio Aguilar Sosa (1894-1977), fue un educador mexicano nacido en Tixkokob, Yucatán, y fallecido en la ciudad de Mérida. Destacó por su labor docente y por una encomiable carrera magisterial que se prolongó durante varias décadas en diversas poblaciones de Yucatán y en la que enseñó a varias generaciones de yucatecos.

## Datos biográficos
Realizó sus estudios primarios en el Instituto Literario del Estado de Yucatán y más tarde obtuvo su título de maestro en la Escuela Normal Superior de Yucatán.
Durante muchos años colaboró en el Departamento de Educación Pública del gobierno en su estado natal, habiendo sido inspector escolar en diversas ciudades de Yucatán, como Tizimín, Ticul y Valladolid. También fue profesor de varias disciplinas en la Escuela Modelo, en la que, junto con José Guadalupe Novelo, desempeñó meritoria labor educativa. También se desempeñó en el Instituto Alcalá y Alcalá y en la Normal de Maestros Rodolfo Menéndez de la Peña. Pero muy posiblemente lo más destacado de su actuación como mentor de numerosas generaciones de yucatecos, lo llevó a cabo como director de la Escuela Hidalgo, en la ciudad de Mérida.
Fue presidente de la Liga de Profesores del Estado de Yucatán de 1934 a 1935.
Fungió como inspector técnico escolar en Valladolid, Ticul y Tizimín en la península yucateca. Ejerció las cátedras de Historia Universal y de México en la Escuela Normal de Profesores y en la Escuela Normal para señoritas. Fue juez de menores en su estado natal. Asistió como representante de México a congresos pedagógicos y asambleas de dependencias de la ONU. Fundador del  Comité de Mejoramiento Social, Moral y Cívico de Yucatán. Escribió en la prensa local numerosos artículos sobre la delincuencia infantil y la educación moral y cívica de la juventud. Por su meritoria labor docente fue galardonado con la medalla Ignacio M. Altamirano.

## Reconocimientos
- Recibió la Medalla Ignacio Manuel Altamirano al mérito docente, de manos del presidente de México Adolfo López Mateos.
- Cuatro escuelas llevan su nombre en su estado natal.
- Una importante vialidad lleva su nombre en el norte de la Ciudad de Mérida, Yucatán.